# The Winding Stream
The Winding Stream es un documental estadounidense biográfíco y familiar de 2014, dirigido por Beth Harrington, a cargo de la fotografía estuvo Tom Shrider y el elenco está compuesto por Chet Atkins, Lorrie Bennett, John R. Brinkley y Johnny Cash, entre otros. Esta obra fue realizada por Beth Harrington Productions y se estrenó el 15 de marzo de 2014.

## Sinopsis
Se da a conocer la historia de la dinastía musical de Estados Unidos, los Carter-Cash, y como influyeron durante mucho tiempo en la música popular.